# Alex Bijkerk
Alexander Henry „Alex” Bijkerk (ur. 13 września 1947) – australijski judoka. Olimpijczyk z Monachium 1972, gdzie zajął trzynaste miejsce w wadze średniej.
Uczestnik mistrzostw świata w 1975. Zdobył sześć medali mistrzostw Oceanii w latach 1966 - 1975. Mistrz Australii w latach 1966, 1967 i 1971-1975.

## Letnie Igrzyska Olimpijskie 1972
| Konkurencja | Eliminacje         | Eliminacje              | Klas. końcowa |
| Konkurencja | Przeciwnik I       | Przeciwnik II           | Miejsce       |
| ----------- | ------------------ | ----------------------- | ------------- |
| 80 kg       | Terry Watt (IRL) Z | Rick Littlewood (NZL) P | 13.           |